# Manawmye Football Club
O Manawmye Football Club é um clube de futebol com sede em Myitkyina, Myanmar. A equipe compete no Campeonato Birmanês de Futebol.

## História
O clube foi fundado em 2010.